# Roszczyce
Roszczyce (kaszb. Roszczëce lub też Rószczëce, niem.: Roschütz) – osada w Polsce położona w województwie pomorskim, w powiecie lęborskim, w gminie Wicko.
W latach 1975–1998 miejscowość administracyjnie należała do województwa słupskiego.
Wieś to dawny majątek szlachecki z zachowanym niewielkim, późnobarokowym dworem z I poł. XIX w. z niewielkim portykiem i dachem mansardowym wraz z parkiem. Znajduje się tu również zabytkowy kościół z 1659 prywatnej fundacji właścicieli majątku, obecnie filialny parafii Sarbsk. Posiada wieżę nakrytą kopulastym hełmem i barokowy wystrój. Po drugiej wojnie światowej w PRL utworzono tu Państwowe Gospodarstwo Rolne, wybudowano szkołę podstawową. PGR i szkoła zostały zlikwidowane po przemianach w 1989 roku. Zachowane zabudowania gospodarcze majątku w użytku jako baza prywatnego gospodarstwa rolnego.
Na wschód od miejscowości wzniesienie Kobyla Góra.

## Zabytki
Według rejestru zabytków NID na listę zabytków wpisany jest kościół filialny pw. Wniebowzięcia NMP, 1659, nr rej.: A-1312 z 12.06.1990.